# Vězeň chillonský
Vězeň chillonský (1816, The Prisoner of Chillon) je romantická lyricko-epická poema (byronská povídka) anglického básníka lorda Georga Gordona Byrona inspirovaná sedmiletým vězněním francouzského převora a ženevského vlastence z 16. století Françoise Bonivarda na švýcarském hradě Chillon s tématem ničivého působení žaláře na lidskou  osobnost.
Poema měla velký vliv na českého romantického básníka Karla Hynka Máchu, který použil motiv uvězněného hrdiny ve svém vrcholném díle Máj.

## Vznik a charakteristika poemy
26. června roku 1816 se lord Byron a jeho přítel, básník Percy Bysshe Shelley plavili po Ženevském jezeře (v celé básni označovaném francouzským jménem Lac Leman) a zastavili se, aby navštívili hrad Chillon poblíž Montreux. Po prohlídce hradu (a procházce žalářem, ve kterém byl Bonivard uvězněn), se Byron inspiroval Bonivardovým příběhem a složil Sonet na Chillon (na hradě se dokonce dochoval údajný Byronův podpis vyrytý do třetího sloupu v Bonivardově kobce, o jehož pravosti se vedou spory).

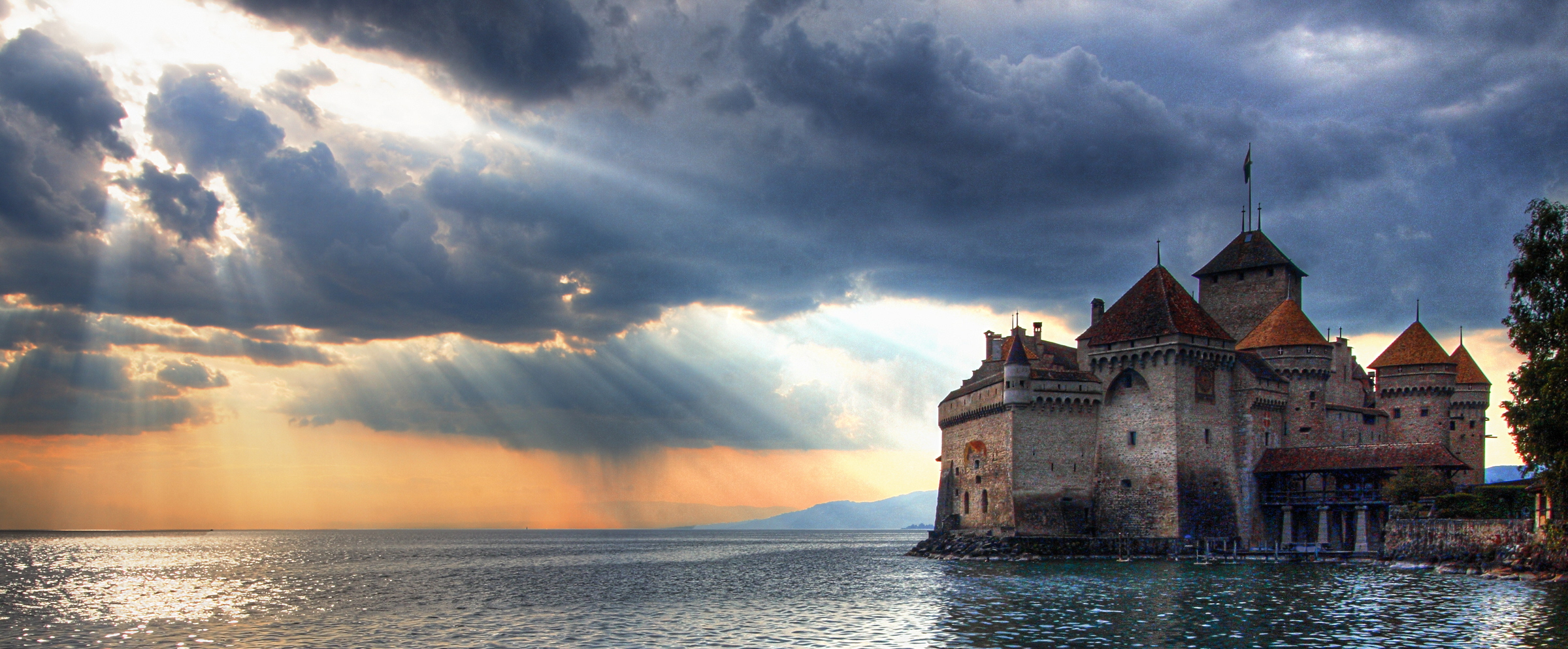
Hrad Chillon

Následně museli Byron a Shelley kvůli přívalovým dešťům zůstat dva dny v hotelu v Ouchy (dnes součást Lausanne). Zde Byron složil delší báseň (označil jí slovem fable, tj. pověst), kterou pravděpodobně dokončil do 2. července. Poema pak vyšla v Londýně 5. prosince roku 1816 ve svazku Vězeň chillonský a jiné básně (The Prisoner of Chillon and Other Poems).
Poema je napsána ve formě monologu. Námět a obrazy díla jsou pro Byrona typické. Hlavní hrdina je izolovaná postava, jejíž silná vůle mu umožňuje snášet velké utrpení a stává se jakýmsi mučedníkem za svobodu. Nakonec se jeho pozornost přesouvá ke kráse přírody, v níž hledá úlevu. Charakter byronského hrdiny se zde ale změnil. Namísto rozervaného romantického buřiče je zde zobrazen filozofický hloubavec.
Historickým základem básně je uvěznění francouzského převora a ženevského vlastence Francoise Bonivarda na hradě Chillon v letech 1530 až 1536 na příkaz Karla III. Savojského za boj proti Karlovým pokusům podrobit si Ženevu. Skutečné osudy Bonivarda se však od děje poemy značně liší. V poemě má například Bonivard šest bratrů, ale ve skutečnosti měl bratry pouze dva a ti s ním uvězněni nebyli. Byl to šlechtic a dozorci s ním první dva roky věznění tak zacházeli, do podzemní kobky byl přesunut až roku 1532.

## Obsah poemy

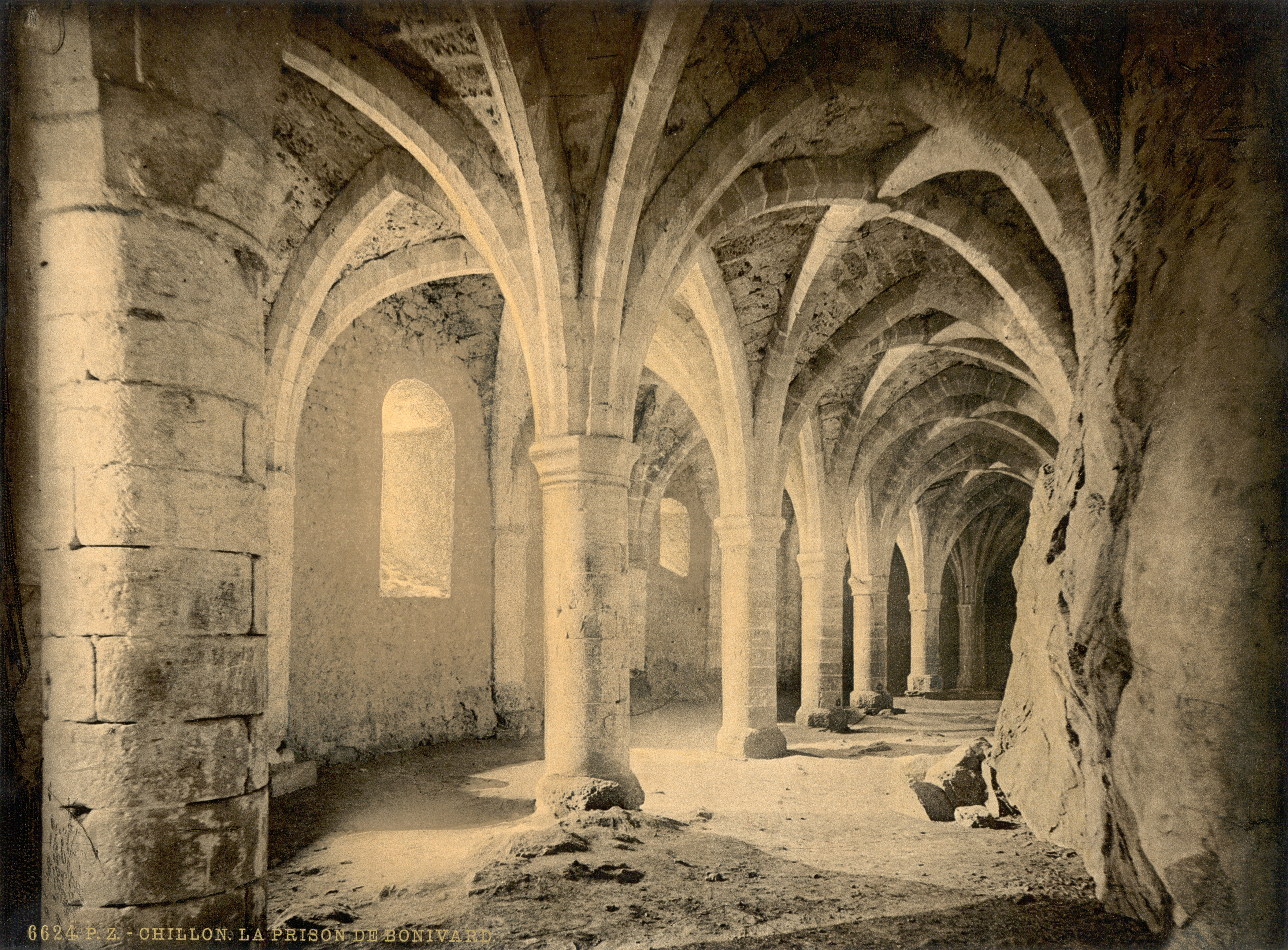
Bonivardova kobka na hradě Chillon

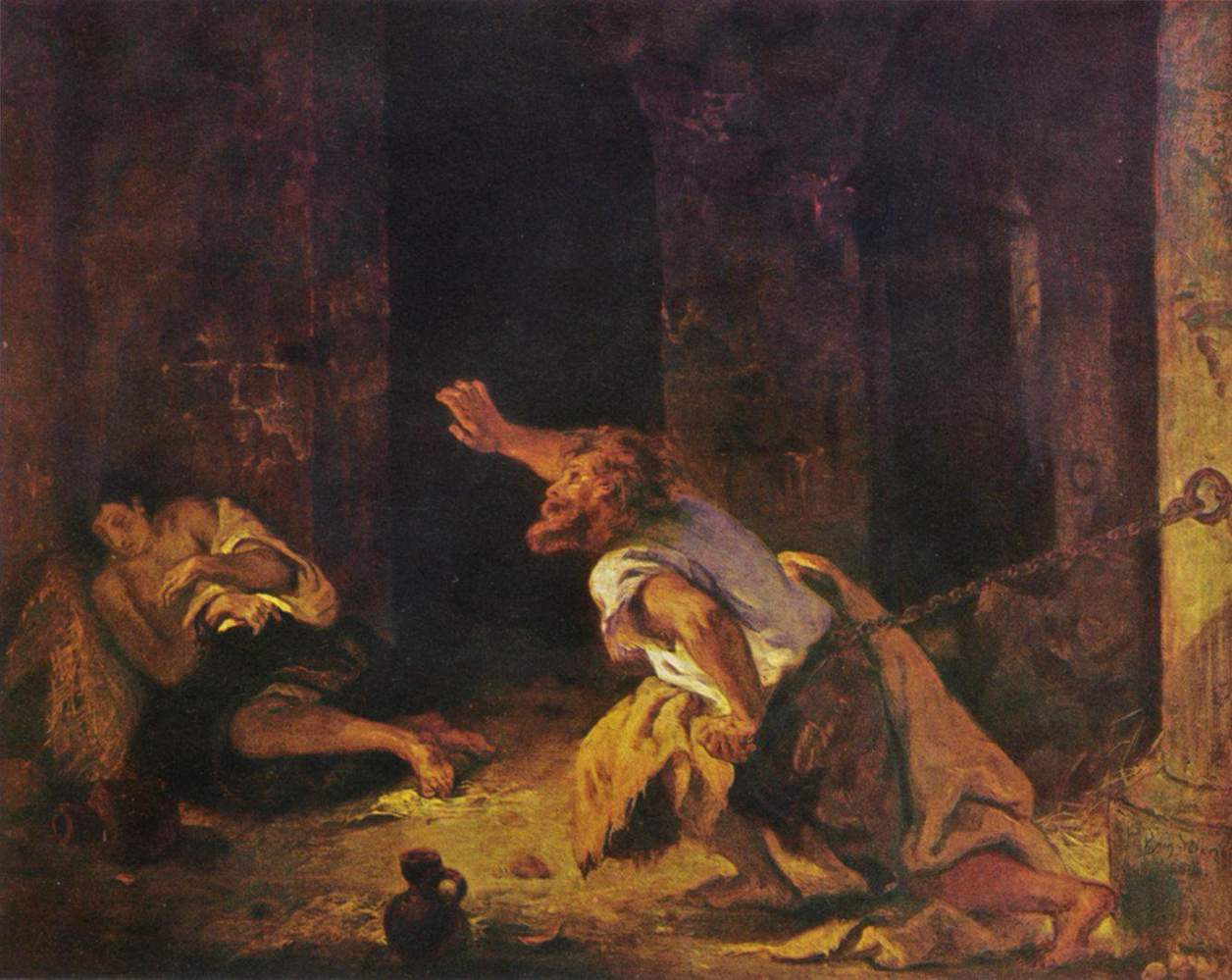
Vezeň chillonský, obraz Eugèna Delacroixe

Na začátku poemy je uveden Sonet na Chillon a pak následuje vlastní poema, která je monologem uvězněného zoufalého muže, který zůstal úplně sám v temné kobce švýcarského hradu Chillon, kde jako vězeň zestárl. Jde o jediného přeživšího člena velké rodiny, která byla umučena. Jeho otec byl upálen a ze šesti bratrů dva padli na bitevním poli a jeden byl také upálen. Poslední dva bratři zemřeli poté, co byli spolu s hlavním hrdinou a vypravěčem poemy zavřeni v podzemní kobce hradu.
Vypravěč byl ze tří uvězněných bratrů nejstarší a snažil se ostatní povzbuzovat, i když byli všichni tři připoutáni k jednotlivým sloupům ve velké cele a nemohli ani chodit a ani se vidět. Prostřední bratr, který byl typem lovce a miloval pohyb v přírodě, nemohl snést uvěznění, vzdal se naděje, přestal přijímat jídlo a zemřel. Stráže jej pochovaly v mělkém hrobu v kobce.  Nejmladší bratr byl sice trpělivý, ale postupně chřadl. Když jej vězeň nakonec neslyšel, dokázal přervat svá pouta, ale nejmladší bratr byl už mrtvý.
Vypravěč se poddal smutku a zoufalství, i když ho strážní již znovu nespoutali řetězem a on se mohl volně pohybovat po prázdné kobce. Zpěv ptáka, který jednoho dne zaslechl za oknem, mu připomněl, že na světě je také krása a naděje. Dokázal si  ve stěně vyrýt výstupek, aby se z něho mohl dívat oknem na jezero, na řeku Rhônu a na lesy a hory, což mu umožnilo přežít.
Když o několik let později (vězeň dávno přestal počítat dny) dorazili osvoboditelé, nevěděl, co si počít se znovuzískanou svobodou, a dokonce litoval, že musí opustil kobku, protože ji začal považovat za svůj domov.
Pak vrátili mě svobodě,
já neznal proč, ni kam se brát,
vždyť posléz jedno bylo mně
být bez pout nebo spoután v tmě.
I poutu jsem jako druhu zvyk –
to předlouhý ten spolný styk
nás mění tak – než po letech
jsem vyšel volný, na rtu vzdech.

## Česká vydání
- Vězeň chillonský, Praha: Alois Wiesner 1900, překlad Antonín Klášterský.
- Vězeň chillonský, Praha: Jan Otto 1922, překlad Antonín Klášterský, 2. opravené vydání.
- Chillonský vězeň in Poutník z Albionu: výbor z díla,  Praha: Československý spisovatel 1981, překlad Hana Žantovská.